# Bardineto
Bardineto är en kommun i provinsen Savona och regionen Ligurien i nordvästra Italien, 30 km sydväst från Genua. Kommunen hade 753 invånare (2018). och gränsar till kommunerna Boissano, Calizzano, Castelvecchio di Rocca Barbena, Garessio, Giustenice, Loano, Magliolo, Pietra Ligure och Toirano.